# Kingsley (Hampshire)
Kingsley – wieś w Anglii, w hrabstwie Hampshire, w dystrykcie East Hampshire. Leży 37 km na wschód od miasta Winchester i 67 km na południowy zachód od Londynu.